# KF Liria
KF Liria (albanisch Klubi Futbollistik Liria) ist ein Fußballverein mit Sitz in Prizren, Kosovo.

## Geschichte
Die Wurzeln des KF Liria reichen weit zurück. Der Verein ist einer der ältesten im Kosovo und wurde im Jahre 1937 unter dem serbischen Namen Metohija Prizren gegründet. Seit 1970 trägt der Klub den albanischen Namen Liria.
KF Liria gewann in der Saison 2006/07 und 2009/10 den Kupa e Kosovës. Die Mannschaftsfarben sind schwarz und weiß.

## Bekannte Personen
- Albin Berisha
- David Domgjoni
- Enis Gavazaj
- Besnik Hasi
- Vedat Muriqi
- Anel Raskaj
- Kujtim Shala
- Shqipran Skeraj